# The Dukes of Hazzard: Racing for Home
The Dukes of Hazzard: Racing for Home – niemiecka wyścigowa gra komputerowa wyprodukowana przez Sinister Games oraz wydana przez SouthPeak Games w 1999 roku na konsolę PlayStation oraz w 2000 roku na PC i Game Boy Color. Wersja na GBC została wyprodukowana przez firmę Spellbound.
27 kwietnia 2001 roku gra została wydana na PlayStation w edycji Ubisoft Exclusive.

## Fabuła
Akcja gry rozgrywa się w hrabstwie Hazzard. Głównym zadaniem Bo lub Luka Duke’a jest między innymi uratowanie honoru rodziny przez spłacenie długu hipotecznego rodzinnej farmy. Główny bohater porusza się samochodem The General Lee.